# Une espérance nouvelle pour le Liban
Une espérance nouvelle pour le Liban (česky Nová naděje pro Libanon) je postsynodální apoštolská exhortace papeže Jana Pavla II., podepsaná 10. května 1997 v libanonském městě Harissa-Daraoun, která vznikla jako výsledek synody libanonských katolických biskupů v Římě v listopadu a prosinci 1995.